# Висхідний порядок розробки
Висхідний порядок розробки — у гірництві -
- 1) В.п.р. світи (групи) пластів — послідовність розробки пластів в світі, при якій на даному горизонті шахти в межах блоку, поверху або всього виступу шахтного поля за падінням (підняттям) спочатку розроблюється нижній пласт світи (групи), а потім той, що лежить вище.

- 2) Висхідний порядок шарової розробки пласта — послідовність розробки потужного пласта, при якій в межах вийманого поля або вийманої дільниці спочатку відпрацьовують найнижчий шар, потім наступний, який лежить за ним вище і т. д. до самого верхнього.

- 3) В.п.р. в шахтному полі за підняттям — послідовність відробки поверхів, при якій відпрацьовують спочатку найнижчий, потім наступний, що лежить за ним вище і т. д. до самого верхнього.

- 4) В.п.р. панелі — послідовність розробки бремсберґової панелі, при якій спочатку відпрацьовують найнижчий ярус, потім наступний, який лежить вище за ним вище і т. д. до самого верхнього.